# Carolin Hingst
Carolin Tamara Hingst (née le 18 septembre 1980 à Donauworth) est une athlète allemande spécialiste du saut à la perche.

## Carrière
Elle fait ses débuts sur la scène internationale durant la saison 2001 en se classant dixième des Championnats du monde d'Edmonton avec la marque de 4,25 m. En 2005, Carolin Hingst termine au pied du podium des Championnats d'Europe en salle de Madrid, avant de remporter son premier titre national lors des Championnats d'Allemagne en plein air. Deuxième de la Coupe d'Europe des nations, elle se classe dixième des Championnats du monde d'Helsinki. En 2008, l'Allemande termine sixième des Jeux olympiques de Pékin avec en 4,65 m, hauteur située à un centimètre seulement de la meilleure performance de sa carrière. 
Le 9 juillet 2010, Carolin Hingst améliore de six centimètres son record personnel en franchissant la barre de 4,72 m lors de la réunion de Biberach. Elle établit à cette occasion la meilleure marque européenne de la saison.
Le 7 août 2018, aux championnats d'Europe de Berlin, Carolin Hingst parvient à se qualifier à 37 ans pour une nouvelle finale européenne, grâce à un saut à 4,35 m. Elle termine 9e avec 4,30 m.

## Palmarès
| Date | Compétition                    | Lieu      | Résultat | Marque |
| ---- | ------------------------------ | --------- | -------- | ------ |
| 2001 | Championnats d'Europe espoirs  | Amsterdam | 3e       | 4,30 m |
| 2001 | Championnats du monde          | Edmonton  | 10e      | 4,25 m |
| 2005 | Championnats d'Europe en salle | Madrid    | 4e       | 4,65 m |
| 2005 | Championnats du monde          | Helsinki  | 10e      | 4,35 m |
| 2008 | Jeux olympiques                | Pékin     | 6e       | 4,65 m |
| 2010 | Championnats d'Europe          | Barcelone | 11e      | 4,35 m |
| 2014 | Championnats d'Europe          | Zurich    | 10e      | 4,35 m |
| 2018 | Championnats d'Europe          | Berlin    | 9e       | 4,30 m |

## Records
| Épreuve          | Épreuve   | Marque | Lieu         | Date            |
| ---------------- | --------- | ------ | ------------ | --------------- |
| Saut à la perche | Plein air | 4,72 m | Biberach     | 9 juillet 2010  |
| Saut à la perche | En salle  | 4,70 m | Ludwigshafen | 14 janvier 2007 |